# Kachexie

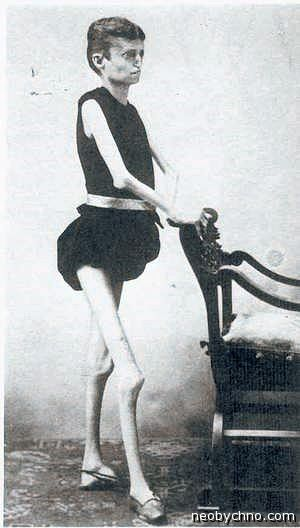
Příklad extrémní kachezie

Kachexie nebo též kachektizace je výraz z medicíny označující fyzickou slabost, ztrátu hmotnosti a svalové hmoty v důsledku nemoci. V úmrtních matrikách minulých dob (až do 1. světové války) se pro kachexii užíval latinský termín marasmus a považovala se často za diagnózu úmrtí.